# Krzesak

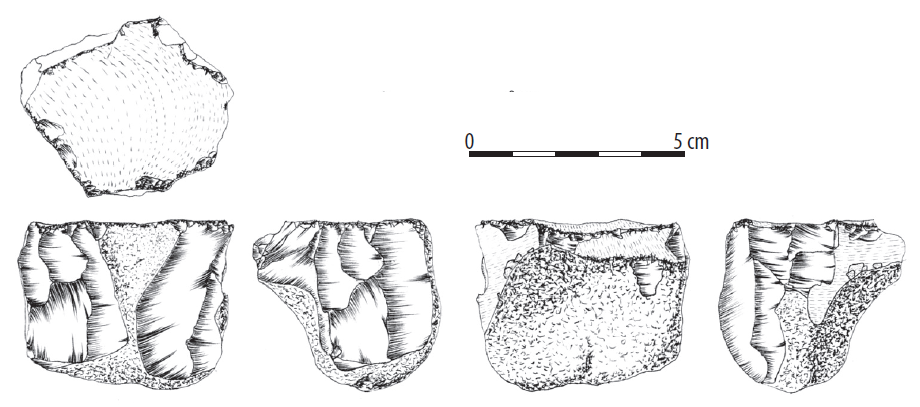
Krzesak krzemienny

Krzesak – kamień wchodzący wraz krzesiwem w skład zestawu do rozpalania ognia. Większość krzesaków wykonywana była z krzemienia i miała postać nieregularnego odłupka z co najmniej jedną, ostrą krawędzią pracującą w którą uderzano krzesiwem. Znane są także krzesaki kwarcytowe i pirytowe.
Najstarsze krzesaki krzemienne odnalezione na terenach Polski datowane są na III w. n.e. i pochodzą z inwentarzy grobowych kultury przeworskiej, gdzie używane były razem z krzesiwem sztabkowatym. Krzemienne krzesaki nie miały ustandaryzowanych form zmieniających się w czasie. Do ich produkcji podchodzono oportunistycznie i nie formowano określonych kształtów; adaptowano do roli krzesaka każdy kawałek krzemienia z ostrą krawędzią umożliwiającą skrzesanie iskry. W wyniku tego ich morfologia nie różni się na przestrzeni lat i takie same krzesaki wykorzystywano wraz z krzesiwem sztabkowatym, ognikowym oraz jedno- i dwukabłąkowym. Znane są także przypadki, by wraz z tymi krzesiwami używano krzesaków w postaci naturalnej bryłki pirytu.

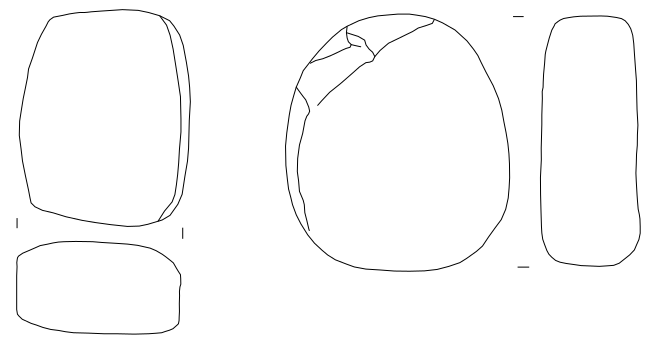
Krzesak kwarcytowy

Krzesaki kwarcytowe stanowią wyjątkową formę krzesaka, używaną do krzesania iskier wyłącznie za pomocą krzesiwa iglicowego. Na terenach Polski odnajdowane są w grobach kultury przeworskiej datowanych od I do III w. n.e., kiedy to zostały wyparte przez o wiele bardziej efektywny zestaw do rozpalania ognia, składający się z krzesiwa sztabkowatego i krzemiennego krzesaka. Krzesaki kwarcytowe występują w dwóch formach: owalnej i prostokątnej. Ich cechą charakterystyczną jest obecność niewielkiego zagłębienia na dwóch największych, przeciwległych powierzchniach powstałego wskutek uderzania krzesiwem iglicowym w celu uzyskania iskry.